# سمك موسى

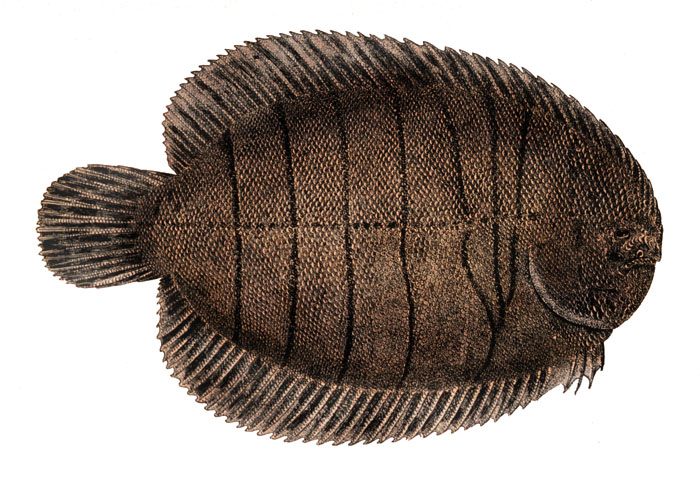
سمكة موسى الأمريكية

سمك موسى أو سمكة موسى هو سمك ينتمي لعائلات متعددة. وبشكل عام، فهذه الأسماك هي أعضاء في فصيلة الخوفعيات (أسماك موسى).